# Kazuya Igarashi
Kazuya Igarashi (五十嵐 和也?, Igarashi Kazuya; Prefettura di Iwate, 24 ottobre 1965) è un ex calciatore giapponese, di ruolo difensore.

## Carriera
Nei primi anni novanta giocò un centinaio di sfide nella massima divisione nipponica.